# Comitè Consultiu de Bretanya
El Comitè Consultiu de Bretanya fou un organisme creat l'11 d'octubre de 1942 pel prefecte de Bretanya Jean Quenette de 25 membres, com a òrgan de treball que segons el seu article 2, tenia com a missió estudiar, assessorar, presentar suggeriments sobre qualsevol cosa de caràcter cultural, lingüístic, folklòric i, en general, que pugui interessar a les tradicions i la vida intel·lectual de Bretanya. Havia estat precedit per una crida dels Comitès d'Amics de Bretanya, creats als cinc departaments, i aprovats per uns 200 consells municipals.
Això volia dir que no tenia cap poder de decisió ni d'execució (contràriament a la voluntat d'un parlament provincial segons la percepció dels nacionalistes bretons). La voluntat dels seus membres, tant els membres del Partit Nacional Bretó (Yann Fouéré, Yann-Vari Perrot, François Taldir-Jaffrenou) com dels resistents (André Dezarrois, membre d'OCM, Joseph Martray de la xarxa Défense de la France) era transformar el comitè assessor en una veritable assemblea regional. Cap dels membres era escollit popularment, sinó nomenats per Vichy o pels nazis. Els seus estatuts no foren aprovats fins al 1944.
Van coordinar la seva acció amb la de les innumerables agrupacions culturals per aconseguir algunes concessions en matèria lingüística. Ho aprofitarien per a obrir una escola en bretó a Plistin (Bro Dreger), dirigida per Yann Kerlann, un deixeble de Yann Sohier. L'ús del bretó fou introduït a l'administració, així com a segona llengua al batxillerat, i alhora s'inicià el reciclatge en bretó dels mestres de primària. També enviaria a Philippe Pétain el projecte d'un Statut pour la province de Bretagne dans le cadre de la France, una mena de futura constitució autònoma, però no va obtenir cap resposta de Vichy.